# 5650 (année hébraïque)
 (décembre 2023).
Si vous disposez d'ouvrages ou d'articles de référence ou si vous connaissez des sites web de qualité traitant du thème abordé ici, merci de compléter l'article en donnant les références utiles à sa vérifiabilité et en les liant à la section « Notes et références ».
5650 (hébreu : ה'תר"ן , abbr. : תר"ן) est une année hébraïque qui a commencé à la veille au soir du 26 septembre 1889 et s'est finie le 14 septembre 1890. Cette année a compté 354 jours. Ce fut une année simple dans le cycle métonique, avec un seul mois de Adar. Ce fut la première année depuis la dernière année de chemitta.

## Calendrier
Ce calendrier hébraïque de l'année 5650 donne les correspondances avec les dates du calendrier grégorien.
Le premier nombre dans chaque case correspond au jour du mois hébraïque. Les jours en couleurs sont des jours remarquables juifs .
| ◄◄ | 5650 | ►► |

## Naissances
- Zalman Shazar
- Peretz Bernstein

## Décès
- Avraham David Lavut
- Marcus Lehmann

5645 - 5646 - 5647 - 5648 - 5649 - 5650 - 5651 - 5652 - 5653 - 5654 - 5655